# Meracanthomyia maculipennis
Meracanthomyia maculipennis är en tvåvingeart som först beskrevs av Macquart 1851.  Meracanthomyia maculipennis ingår i släktet Meracanthomyia och familjen borrflugor. Inga underarter finns listade i Catalogue of Life.